# 塞梅尼夫卡 (利維夫區)
49°40′7″N 23°54′17″E / 49.66861°N 23.90472°E

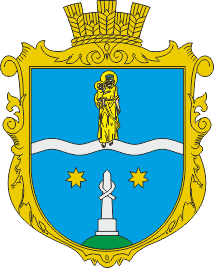
塞梅尼夫卡徽章

塞梅尼夫卡是烏克蘭西部利維夫州利維夫區普斯托梅特市鎮的村莊，始建於1431年，面積5.12平方公里，海拔高度273米，人口1,933，人口密度每平方公里410.94人。

## 外部鏈接
- Довідник поштових індексів України. Львівська область. Пустомитівський район（页面存档备份，存于）
- Семенівка（页面存档备份，存于）